# Gnoma uniformis
Gnoma uniformis là một loài bọ cánh cứng trong họ Cerambycidae.